# 國狭槌神社 (高島市)
滋賀県高島市の國狭槌神社（くにさづちじんじゃ）は、2社ある。いずれも、明治に入るまで「八王子権現」と呼ばれていた。

## 國狭槌神社〔安曇川町下小川鎮座〕

### 祭神
- 國狭槌命

### 歴史
文永10年に造営されたと言われる。かつては宮座が存在し、13名の宮年寄（6名を宮本、6名を流鏑馬組、1名を射袋組と呼んだ）により祭の運営にあたっていた。旧村社。

### 祭典
- 例祭

### 周辺
- 藤樹書院跡

## 國狭槌神社〔マキノ町白谷鎮座〕

### 祭神
- 國狭槌命

### 歴史
文亀年間に勧請されたという。明治になり現社号に改められた。旧村社。

### 祭典
- 例祭

### 周辺
- 鞆結神社・大荒比古神社
- マキノ白谷温泉
- マキノ高原のメタセコイヤ並木